# 奥田節夫
奥田節夫（おくだ せつお、1926年10月16日 - 2017年6月2日）は、日本の地球物理学者。京都大学名誉教授。

## 経歴
岡山県出身。1948年大阪大学理学部卒業後、高校講師や岡山大学理学部助教授などを務めた。
その後、1963年より京都大学防災研究所で助教授、1964年1月に教授となる。陸水学、地球物理学的見地から防災や環境について研究を行った。奥西一夫、諏訪浩らと進められた焼岳における土石流の観測の研究は国際的に高い評価を得ている。1985年から1987年まで同所長を務めた後、定年を待たずに1988年に退官した。
その後、岡山理科大学に移り研究を続けた。岡山理科大学定年後は、NPOで河口、沿岸海域の調査研究を進めた。

## 著書
- 『河口堰』村上哲生・西條八束・奥田節夫、講談社 2000.4
- 『河川感潮域』西条八束・奥田節夫、名古屋大学出版会 1996.6
- 『湖沼の科学』A.レルマン[他]、古今書院 1984.11
- 『災害史料と現地調査にもとづく歴史的崩壊災害の復元・分析と危険域の予測』,京都大学.1985.6
- 『集中豪雨』斎藤錬一・奥田節夫・斎藤亮平、日本放送出版協会 1973
- 『空からみる日本の湖沼』丸善 1991.9
- 『大規模な崩壊・氾濫災害に関する研究』〔京都大学防災研究所〕 1989.3
- 『ダム湖の陸水学』Kent W.Thornton, Bruce L.Kimmel, Forrest E.Payne[他]. 生物研究社 2004.7
- 『バイカル湖における環境-物質循環-生態系の相互作用に関する研究』岡山理科大学 1992-1994
- 『理論地形学』A.E.シャイデッガー[他]、古今書院 1980.8